# Morihei Uešiba
Morihei Uešiba (植芝 盛平, Uešiba Morihei; 14. prosince 1883 – 26. dubna 1969) byl velký učitel bojových umění, filozof a zakladatel aikida. Studenty aikida je také často titulován jako Kaiso (開祖) – „zakladatel“ nebo Ósensei (翁先生) – „velký učitel“.

## Život
Morihei Uešiba se narodil v Tanabe, prefektura Wakajama (tehdy provincie Kii), Japonsko 14. prosince 1883. Během Moriheiova dětství žila rodina v Maizuru (prefektura Kjóto). O bojová umění se začal zajímat poté, co viděl, jak byl zbit jeho otec. To ho hluboce zasáhlo. Poté, co se se ženou v roce 1912 přestěhoval na sever ostrova Hokkaidó, začal trénovat aiki-džúdžucu školy Daitó-rjú (大東流合気柔術) pod vedením Sókaku Takedy.
Poté, co Uešiba opustil Hokkaidó, dostal se pod vedení Onisaburó Degučiho, spirituálního vůdce sekty Ómoto-kjó v Ajabe. Během svého působení v sektě se seznámil s politickými špičkami a jako učitel bojových umění v Ajabe začal členy sekty trénovat. Posléze se vypravil do Mongolska založit utopickou kolonii Ómoto-kjó.
Uešiba se později od obou učitelů distancoval, ačkoli jejich vliv byl pro Aikidó nezanedbatelný. Bojová umění se pro něj pozvolna stávala mnohem více životním stylem než pouhými technikami. I proto se během druhé světové války stáhl do ústraní a Aikidó nevyučoval.
Morihei Uešiba zemřel 26. dubna 1969.

## Legendy
- O Uešibovi koluje mnoho legend. Prý dokázal srazit svého oponenta pouhým výkřikem nebo jej položit na zem pouhým pohybem bez jediného doteku.
- Studenti jej mohli napadat kdykoli, on je prý však většinou upozornil, ať jej nenapadají, neboť cítí, že se o to právě chtějí pokusit.
- Mnoho jeho žáků vzpomíná na to, že nebyli s to jej zasáhnout mečem, ačkoli byli o mnoho let mladší a v kondici.